# لوني جونسون (لاعب كرة قدم أمريكية)
لوني جونسون (بالإنجليزية: Lonnie Johnson)‏ هو لاعب كرة قدم أمريكية أمريكي، ولد في 14 فبراير 1971 في ميامي في الولايات المتحدة.

## وصلات خارجية
- لوني جونسون على موقع مرجع كرة القدم المحترفة.كوم (الإنجليزية)